# Chinesischer Bilch
Der Chinesische Bilch (Chaetocauda sichuanensis) ist ein Nagetier aus der Familie Bilche und die einzige Art ihrer Gattung. Anfänglich wurde die Art in die Gattung Baumschläfer (Dryomys) eingeordnet. Bisher wurden nur fünf Individuen gefunden, alle in der chinesischen Provinz Sichuan.
Der Chinesische Bilch erreicht eine Kopf-Rumpf-Länge von etwa 9 cm; hinzu kommt ein 9 bis 10 cm langer Schwanz. Das Gewicht der gefundenen Exemplare lag zwischen 24,5 und 36 g. Oberseits ist das Fell rotbraun bis grau und die Unterseite ist weißlich. Die Augenpartie ist dunkler.
Die nachtaktive Art hält sich in Bergwäldern bis in eine Höhe von 2.500 m auf und baut Nester die einen Durchmesser von etwa 12 cm haben. Die Nester werden in Baumkronen etwa 3 bis 3,5 m über dem Boden platziert. Als Nahrung werden grüne Pflanzenteile angenommen.
Die IUCN listete die Art ursprünglich aufgrund des begrenzten Verbreitungsgebietes als „gefährdet“ (Endangered), 2008 wurde der Status nach „keine ausreichenden Daten“ (Data Deficient) geändert.